# Sultan Muda
Pour les articles homonymes, voir Muda.
Sultan Muda (littéralement « jeune sultan »), né et mort en 1579, était le cinquième sultan d'Aceh dans le nord de Sumatra. Il régna en 1579. Son bref mandat marque le début d'une décennie de faiblesses dynastiques et de conflits dans le sultanat d'Aceh.

## Biographie
Sultan Muda était le seul enfant connu de Husain Ali Riayat Shah, le précédent sultan. À la mort de son père en juin 1579, Sultan Muda n'avait que quatre mois. Il mourut très peu de temps après. Son oncle, le sultan Mughal, devint alors le nouveau souverain sous le nom de sultan Sri Alam.

## Littérature
- Djajadiningrat, Raden Hoesein (1911) 'Critisch overzicht van de in Maleische werken vervatte gegevens over de geschiedenis van het soeltanaat van Atjeh', Bijdragen tot de Taal-, Land- en Volkenkunde, 65, pp. 135-265.
- Encyclopaedia van Nederlandsch-Indië (1917) Vol. 1 ('s Gravenhage & Leiden: M. Nijhoff & Brill).